# 2000 AV142
2000 AV142 är en asteroid i huvudbältet som upptäcktes den 5 januari 2000 av LINEAR i Socorro County, New Mexico.
Den tillhör asteroidgruppen Hygiea.